# Herbert Schönberner
Herbert Schönberner (* 1949 in Köln) ist ein deutscher Koch. Sein Restaurant wurde von 1982 bis 1987 mit drei Michelinsternen ausgezeichnet.

## Werdegang
Nach seiner Ausbildung im Kölner Börsenrestaurant ging Schönberner 1968 zum Palast-Hotel nach Wengen in der Schweiz und in das Frankfurter Stadthotel. Dann kehrte Schönberner nach Köln zurück und arbeitete für rund eineinhalb Jahre im Hotel Excelsior als Demi-Chef.
1970 wurde er mit 21 Jahren Küchenchef im Restaurant Goldener Pflug in Köln-Merheim. Das Restaurant existierte hatte schon seit 1969 einen Michelin-Stern, den Schönberner verteidigte.
1974 wurde der Goldene Pflug mit zwei Michelin-Sternen ausgezeichnet. 1982 wurden drei Sterne verliehen, als erstes Restaurant mit deutschem Koch – Eckart Witzigmann ist Österreicher, Heinz Winkler war Italiener aus Südtirol. Diese Höchstauszeichnung des Guide Michelin wurde bis 1987 vergeben.
1998 eröffnete er sein eigenes Lokal Schönberner in Köln. 2001 war er Küchenchef im neu eröffneten Seehotel Überfahrt. Dann trat er in den Ruhestand. Er lebt bei Bad Tölz.

## Auszeichnungen
- 1974–1981: Zwei Michelinsterne für den Goldenen Pflug in Köln
- 1982–1987: Drei Michelinsterne für den Goldenen Pflug
- 1988–1992: Zwei Michelinsterne für den Goldenen Pflug

## Publikationen
- Essen wie Gott in Deutschland, Band 1, Zabert Sandmann Verlag, München 1987.